# Petrits Mézeskalács Múzeum
A Petrits Mézeskalács Múzeum 1825 óta foglalkozik sütemények, gyertyák és egyéb finomságok készítésével. Nagy hangsúlyt fektetnek a magyar hagyományok ápolására, minél inkább meg akarják ismertetni az emberekkel termékeiket. Hazai alapanyagokat dolgoznak fel, hazai piacra.
Napjainkban a hatodik generáció két tagja is készíti a mézeskalácsokat, gyertyákat. A vállalkozás  5 fővel működik. A termékek kézzel készülnek, a kor minőségi szempontjait figyelembe véve, HACCP minősítéssel.

## Története
A mézeskalácskészítés történetét 1772-ig tudja a család visszavezetni. 1772-ben születik meg Petrits János, aki kötélgyártással foglalkozott. 1825-ben az ő fia, ifjabb Petrits József kezdi el a mézeskalács-készítést. A század közepén Petrits Gottfried, a következő nemzedék tagja folytatja a mesterséget. Ő kísérletezte ki a Petrits-féle mézes puszedli receptjét. Neki hét gyermeke született, akik közül ketten, József és István foglalkozott azután a mesterséggel. A két fiúról a Magyar Ipar Almanachja 1929-es száma is említést tesz.[forrás?] József külföldön is járt a tudásának gyarapítása céljából, volt Svájcban, Pozsonyban és Bécsben is. Ő már mézeskalács készítő, viaszgyertyaöntő és cukorkakészítő volt. Szekszárdon az Arany János utca 12. szám alatt nyitotta meg műhelyét, ahol egyik fia inasként, másik segédként dolgozott és felesége Gyüszű Anna is.
István 1904-től lett önálló. Egy segédje és egy tanonca volt, felesége Acsádi Rozália fűszerüzletet vezetett. Viaszgyertyaöntő, cukorkakészítő és mézeskalács készítő volt. Józsefnek 4 fia volt: József, Károly, Ferenc, István. 3 fiú tanulta ki a mesterséget.
Károly Pelényire változtatta a nevét Petritsről. Miután kitanulta a mesterséget, Budapestre ment, a Hauer és Vörösmarty cukrászdába dolgozni. Az ország legnevesebb cukrászdája volt a Hauer cukrászda a 20. század első felében. Miután hazaért Szekszárdra cukrászdát alapított, ami eredetileg a Babits Mihály Művelődési Ház helyén volt.
Ferenc is Budapestre ment a mézeskalácsosság kitanulása után. Ő a cukorkakészítésre helyezte a hangsúlyt. Országos hírnevet szerzett a cukorkáival. A cukorkaüzeme Szekszárdon a Széchényi utca 1. szám alatt volt, ezt 1953-ban államosították.
István mézeskalácsos és cukrászmester lett. Arany János utcai üzemben dolgozott, majd a szekszárdi süket korzón nyitott egy cukrászdát, amelyet 1953-ban szintén államosítottak.
1992-ig mézeskalácsos, cukorkagyártó, műlép készítő és gyertyaöntő mesterként dolgozott. József, István fia a Munkácsy utcai műhelyben folytatja a mézeskalácsosságot miután élelmiszeripari technikumot szerzett. A 6. generáció két képviselője, Szilveszter és Péter. Szilveszter cukrász szakmunkás lett, majd élelmiszer-technológus mérnöki diplomát szerez. Péter gyertyakészítéssel foglalkozik.

## Mézeskalács-múzeum
Itt megtalálhatjuk a mézeskalács-készítés történetét és az ehhez tartozó eszközöket. A régi mesterek által használt ütőfákat, díszítőcsöveket és egyéb más kellékeket is. Cukorka készítésének eszközeit, gépeit. Megtudhatjuk még, hogy készül a kéregöntésű (pl. Dianás cukorka) vagy a hagyományos szaloncukor. Megtaláljuk azt is, hogyan készülnek a csurgatott, húzott gyertyák. A Petrits család vállalkozásának történetét is megismerhetjük.

## Termékeik
A mézet hazai termelőktől szerzik be. Elsőrendű a hagyományok tisztelete. A mézes sütemények adalékanyagoktól mentesek. Rendszeresen zsűriztetik a mézeskalácsaikat. Alapanyag beszerzésnél a magyar termelőket részesítik előnyben. Mézeskalács Múzeumban személyesen meg lehet tekinteni, hogy készülnek a sütemények, gyertyák. A termékek minősége a mai kor elvárásának megfelelő.

## Története
- 1992 - Petrits József tulajdonos úgy dönt, hogy egyéni vállalkozóként folytatja a majd két évszázados hagyományt
- 1998 - Megnyitják mintaboltjukat Szekszárdon, a Munkácsy utcában
- 2001 - Elindítják internetes oldalukat www.mezeskalacs.hu címen
- 2001 - A tulajdonost Szekszárd Megyei Jogú Város Önkormányzata „Közjóért” díjjal tüntette ki
- 2002 - Elindítják szolgáltatásaikat a cégek számára
- 2003 - Megnyitják „Mézédes Emlékeink” Mézeskalácsos, Gyertyaöntő és Cukorkakészítő Múzeumot
- 2004 - Néhány termékük rendelhetővé válik az interneten
- 2005 - Megnyitják webáruházukat
- 2009 - Múzeumukat Szekszárd Megyei Jogú Város Önkormányzata "Szekszárd Javáért" díjjal tüntette ki
- 2009 - Egyéni vállalkozásból korlátolt felelősségű társasággá alakulnak